# Championnat de France masculin de handball 1974-1975
Navigation
Nationale 1 1973-1974 Nationale 1 1975-1976
Le championnat de France de Nationale 1 masculin 1974-1975 est le plus haut niveau de handball en France. 
Le titre de champion de France est remporté par le Stade Marseillais UC, entraîné par Daniel Costantini. Vainqueur du Paris UC, tenant du titre, c'est son quatrième titre de champion de France.

## Première phase
- Qualifié pour les demi-finales.
- Qualifié pour les barrages de relégation.
- Relégation en Nationale 2.
- T : Tenant du titre.
- P : Promu de Nationale 2 en début de saison.

### Poule A
Le classement final de la Poule A est,
|    | Équipe                 | Pts | J  | G  | N | P  | Bp  | Bc  | Diff |
| -- | ---------------------- | --- | -- | -- | - | -- | --- | --- | ---- |
| 1  | Paris UCT              | 46  | 18 | 13 | 2 | 3  | 359 | 296 | 63   |
| 2  | Stade Marseillais UC   | 46  | 18 | 13 | 2 | 3  | 340 | 284 | 56   |
| 3  | ASPTT Metz             | 45  | 18 | 12 | 3 | 3  | 339 | 260 | 79   |
| 4  | USM Gagny              | 41  | 18 | 11 | 1 | 6  | 329 | 321 | 8    |
| 5  | US Ivry                | 38  | 18 | 8  | 4 | 6  | 339 | 330 | 9    |
| 6  | ASEA Toulouse          | 36  | 18 | 8  | 2 | 8  | 291 | 287 | 4    |
| 7  | ES BesançonP           | 29  | 18 | 4  | 3 | 11 | 263 | 323 | -60  |
| 8  | Toulouse UCP           | 28  | 18 | 5  | 0 | 13 | 290 | 341 | -51  |
| 9  | Entente AS MJC CannesP | 26  | 18 | 4  | 0 | 14 | 328 | 384 | -56  |
| 10 | ES Colombes            | 25  | 18 | 2  | 3 | 13 | 320 | 354 | -34  |

### Poule B
Le classement final de la Poule B est, :
|    | Équipe                        | Pts | J  | G  | N | P  | Bp  | Bc  | Diff |
| -- | ----------------------------- | --- | -- | -- | - | -- | --- | --- | ---- |
| 1  | Stella Sports Saint-Maur      | 48  | 18 | 15 | 0 | 3  | 391 | 322 | 69   |
| 2  | CSL Dijon                     | 46  | 18 | 14 | 0 | 4  | 398 | 346 | 52   |
| 3  | RP Strasbourg-Meinau          | 43  | 18 | 11 | 3 | 4  | 341 | 289 | 52   |
| 4  | Carabiniers de Billy-Montigny | 39  | 18 | 9  | 3 | 6  | 362 | 337 | 25   |
| 5  | FC Mulhouse                   | 38  | 18 | 9  | 2 | 7  | 322 | 311 | 11   |
| 6  | FC Sochaux                    | 37  | 18 | 9  | 1 | 8  | 346 | 330 | 16   |
| 7  | US Altkirch                   | 32  | 18 | 7  | 0 | 11 | 367 | 405 | -38  |
| 8  | APAS Paris                    | 31  | 18 | 6  | 1 | 11 | 344 | 355 | -11  |
| 9  | ASP Police ParisP             | 26  | 18 | 4  | 0 | 14 | 336 | 405 | -69  |
| 10 | USB LongwyP                   | 20  | 18 | 1  | 0 | 17 | 290 | 397 | -107 |

## Phase finale
Les résultats de la phase finale sont :
|  | Demi-finales         | Demi-finales         | Demi-finales | Demi-finales |                      |                      | Finale                                      | Finale | Finale | Finale |
|  |                      |                      |              |              |                      |                      |                                             |        |        |        |
|  |                      |                      |              |              |                      |                      | Stade Pierre-de-Coubertin, 4000 spectateurs |        |        |        |
|  | Paris UC             | Paris UC             | 17           | 21           |                      |                      |                                             |        |        |        |
|  | Paris UC             | Paris UC             | 17           | 21           |                      |                      |                                             |        |        |        |
|  | CSL Dijon            | CSL Dijon            | 16           | 18           |                      |                      |                                             |        |        |        |
|  | CSL Dijon            | CSL Dijon            | 16           | 18           | Stade Marseillais UC | Stade Marseillais UC | 19                                          | 19     |        |        |
|  |                      |                      |              |              | Stade Marseillais UC | Stade Marseillais UC | 19                                          | 19     |        |        |
|  |                      |                      | Paris UC     | Paris UC     | 15                   | 15                   |                                             |        |        |        |
|  | Stade Marseillais UC | Stade Marseillais UC | Paris UC     | Paris UC     | 15                   | 15                   | 23                                          | 16     |        |        |
|  | Stade Marseillais UC | Stade Marseillais UC |              |              |                      |                      |                                             | 16     |        |        |
|  | Stella Saint-Maur    | Stella Saint-Maur    | 20           | 15           |                      |                      |                                             |        |        |        |
|  | Stella Saint-Maur    | Stella Saint-Maur    | 20           | 15           |                      |                      |                                             |        |        |        |

### Finale
La finale s'est disputée le 10 mai 1975 au Stade Pierre-de-Coubertin et a vu le Stade Marseillais UC s'imposer face au  Paris UC 19-15 (12-4 à la mi-temps) :
- Pour le S.M.U.C. : Sinsoilliez (4 dont 1 py), Matteoni (4), Gérard Grave (3 pys), Paillas (3), Doutre (1 py), Abrahamian. (1), Vogt (1), Coupeaud (1), Debant (1). Gardien de but : Merlaud.
- Pour le P.U.C. : Grandjean (5), Cottin (4 dont 3 pys), Taillefer (3 dont 1 py), Orsini (1), Laurain (1), Patrick Meyer (1). Gardiens de but  : Ortiz et Bonfils.
  - Arbitrage : MM. Abribat et Guérin.

En neutralisant d’entrée le meilleur bras du PUC, Loyer, le Stade Marseillais UC s’est facilement débarrassé d’une équipe puciste assez décevante, notamment en première période. Champion de France pour la quatrième fois, le SMUC surprend ses plus fidèles supporters au cours de cette 23e finale disputée à Coubertin devant plus de 4 000 spectateurs. 

### Barrages de relégation
Ils opposent les équipes classées 7e et 8e en poules. Les matchs allers sont disputés les 19 et 20 avril et les matchs retours les 26 et 27 avril 1975 :
| Équipe 1    | Score   | Équipe 2    | Aller   | Retour  |
| ----------- | ------- | ----------- | ------- | ------- |
| APAS Paris  | 44 – 34 | ES Besançon | 26 – 13 | 18 – 21 |
| Toulouse UC | 24 – 39 | US Altkirch | 10 – 22 | 14 – 17 |

Bilan
L'APAS Paris et l'US Altkirch sont maintenus tandis que Besançon et Toulouse doivent disputer de nouveaux barrages face à des clubs de Nationale II.

### Meilleurs buteurs
Dino Chiavus, l'international français de l'US Altkirch, termine pour la deuxième année consécutive meilleur marqueur du championnat. Il devance Gilles Meyer et Gérard Grave qui ont tous deux dépassé la barre des 100 buts :
| Rang | Joueur             | Club                          | Buts |
| ---- | ------------------ | ----------------------------- | ---- |
| 1    | Dino Chiavus       | US Altkirch                   | 118  |
| 2    | Gilles Meyer       | ASPTT Metz                    | 107  |
| 3    | Gérard Grave       | Stade Marseillais UC          | 103  |
| 4    | Pierre Mack        | FC Mulhouse                   | 91   |
| 5    | Guy Bornot         | CSL Dijon                     | 88   |
| 6    | Ante Kostelić      | Entente AS MJC Cannes         | 84   |
| 7    | Descamps           | Carabiniers de Billy-Montigny | 82   |
| 8    | Gérard Roussel     | Stella Sports Saint-Maur      | 79   |
| 8    | Lalance            | ES Colombes                   | 79   |
| 10   | Couesmes           | ES Besançon                   | 78   |
| 11   | Raoul Buchheit     | FC Mulhouse                   | 77   |
| 11   | Gers               | APAS Paris                    | 77   |
| 13   | Dudot              | ASP Police Paris              | 75   |
| 14   | Vernier            | FC Sochaux                    | 74   |
| 15   | Pierre Alba        | CSL Dijon                     | 72   |
| 16   | J. Martinez        | ASEA Toulouse                 | 68   |
| 17   | M. Rande           | US Altkirch                   | 67   |
| 17   | Cailleret          | Carabiniers de Billy-Montigny | 67   |
| 19   | Jean-Louis Legrand | Stella Sports Saint-Maur      | 66   |
| 19   | Grillard           | USM Gagny                     | 66   |

## Nationale 2
Les équipes sont réparties dans 4 poules de 10 équipes. Le premier de chaque poule est promu et qualifié pour les demi-finales déterminant le titre. Le deuxième de chaque poule est qualifié pour les demi-finales de barrages

### Demi-finales de Nationale 2
Elle opposent les vainqueurs de chacune des 4 poules de Nationale 2. Les 4 clubs sont en outre d'ores et déjà promus. Les matchs allers sont disputés les 19 et 20 avril et les matchs retours les 26 et 27 avril 1975 :
| Équipe 1        | Score   | Équipe 2                     | Aller   | Retour  |
| --------------- | ------- | ---------------------------- | ------- | ------- |
| SLUC Nancy      | 35 – 34 | US Saint-Egrève              | 18 – 16 | 17 – 18 |
| Laetitia Nantes | 38 – 34 | SS Voltaire Châtenay-Malabry | 23 – 14 | 15 – 20 |

Bilan
Le SLUC et le Laetitia sont qualifiés pour la finale.

### Finale de Nationale 2
La finale s'est disputée le 10 mai 1975 au Stade Pierre-de-Coubertin et a vu le SLUC Nancy s'imposer face au Laetitia Nantes 18-17 (9-9 à la mi-temps).

### Barrages N1-N2
En demi-finales de barrages, l'ASU Lyon écarte l'ASPTT Strasbourg et l'ESM Gonfreville le Villemomble Sports,.
Les résultats des barrages ne sont pas connus mais le Toulouse UC obtient son maintien face à l'ESM Gonfreville tandis que l'ES Besançon est relégué aux dépens de l'ASU Lyon.